# Земляничник Ены
Земляничник Ены — ботанический памятник природы в посёлке Ореанда городского округа Ялта, Республика Крым. На высоте 1,3 м дерево земляничника мелкоплодного имеет в обхвате 4,5 м, у земли — 7 м, высота дерева — 10 м. Дерево имеет 10 крупных ветвей. Возраст дерева более 1300 лет. Дерево растёт на горе Ай-Никола в районе посёлке Ореанда, в 20 м справа от Курчатовский туристической тропы, идущей вверх, по небольшому ущелью на южном склоне. Назван в честь крымского географа профессора В. Г. Ены, который нашёл и описал дерево в 1964 и 1973 годах. Дерево в подавленном состоянии: земля у корней утоптана и замусорена, стволы земляничника исписаны инициалами туристов. Вероятно, это самый старый земляничник в Крыму.
В 2010 году Минприроды Украины присвоило земляничнику Ены звание Национальное дерево Украины.
Получил статус ботанического памятника природы в 2011 году по инициативе Киевского эколого-культурного центра.